# Primož Čerin
Primož Čerin, slovenski kolesar, * 31. maj 1962, Ljubljana.
Čerin je za Socialistična federativna republika Jugoslavija nastopil na Poletnih olimpijskih igrah 1984 v Los Angelesu, kjer je na cestni dirki osvojil 35. mesto posamično, v kronometru na 100 km pa je bil deveti. Leta 1985 je bil tretji na Dirki po Avstriji. Leta 1983 je zmagal na Dirki po Jugoslaviji, leta 1984 pa je bil drugi. Leta 1981 je osvojil naslov prvaka na državnem prvenstvu Jugoslavije v cestni dirki, leta 1984 pa je bil drugi. V letih 1983 in 1984 je zmagal na dirki Alpe–Adria, leta 1984 tudi na dirki Jadranska magistrala. Leta 1988 je kot prvi slovenski kolesar nastopil na Dirki po Španiji in v 5. etapi osvojil drugo mesto. Nastopil je tudi na Dirki po Franciji v letih 1986 in 1989 ter Dirki po Italiji v letih 1986, 1987 in 1988. Leta 1986 je osvojil tretje mesto v razvrstitvi mladih kolesarjev in skupno 19. mesto na Dirki po Italiji ter šesto mesto v razvrstitvi mladih kolesarjev in skupno 32. mesto na Dirki po Franciji.

## Pomembnejša tekmovanja

### Tritedenske etapne dirke
| Grand Tour        | 1986 | 1987 | 1988 | 1989 |
| ----------------- | ---- | ---- | ---- | ---- |
| Dirka po Italiji  | 19   | DNF  | DNF  | —    |
| Dirka po Franciji | 32   | —    | —    | 40   |
| Dirka po Španiji  | —    | —    | DNF  | 93   |